# Diphyus sallaei
Diphyus sallaei là một loài tò vò trong họ Ichneumonidae.